# Liolaemus flavipiceus
Liolaemus flavipiceus är en ödleart som beskrevs av  José Miguel Cei och VIDELA 2003. Liolaemus flavipiceus ingår i släktet Liolaemus och familjen Tropiduridae. IUCN kategoriserar arten globalt som otillräckligt studerad. Inga underarter finns listade i Catalogue of Life.